# Priscilla Lawson

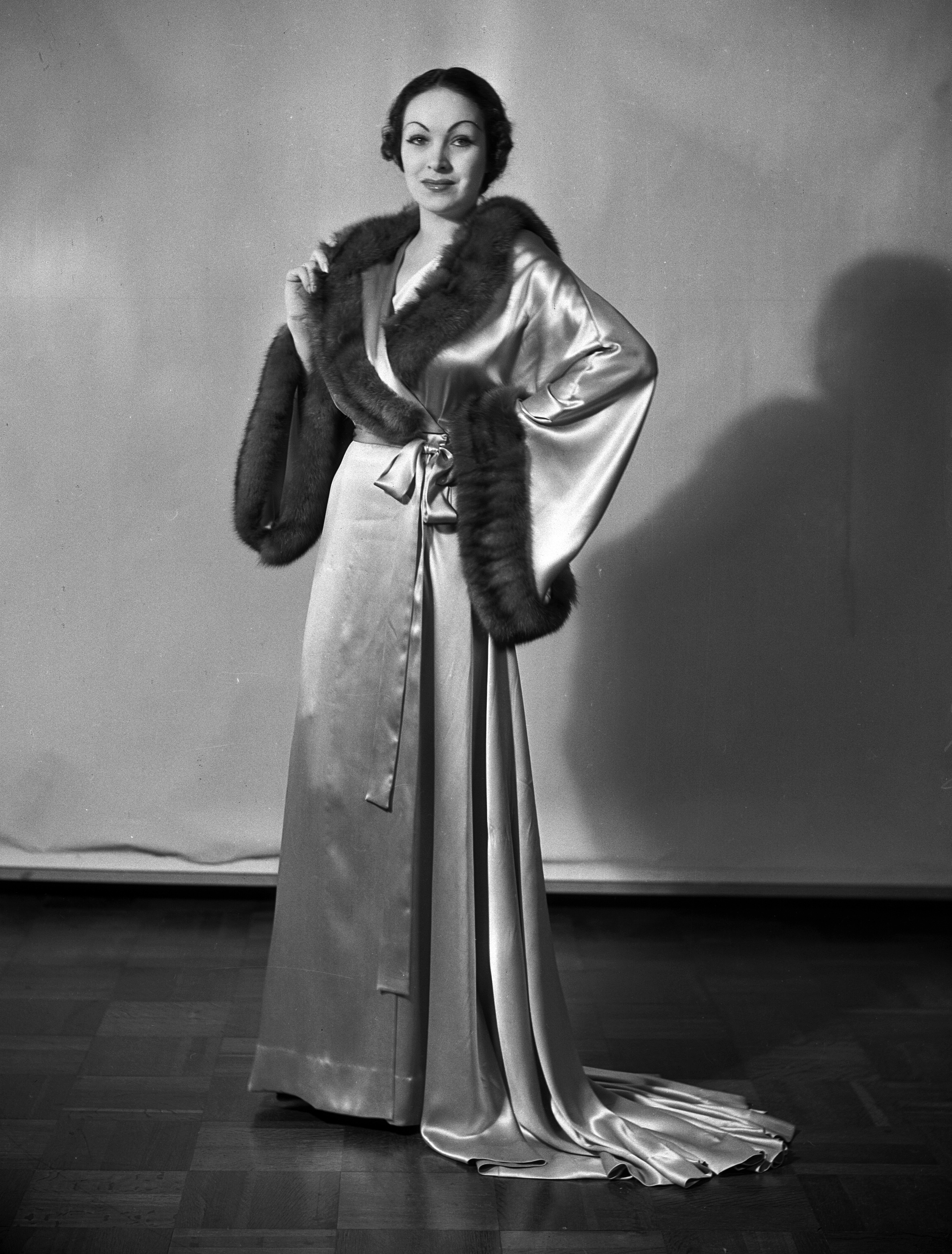
Priscilla Lawson (1936)

Priscilla Lawson (* 8. März 1914 in Indianapolis, Indiana als Priscilla Shortridge; † 27. August 1958 in Los Angeles, Kalifornien) war eine US-amerikanische Schauspielerin.

## Leben
Bevor Priscilla Lawson 1935 den Titel der Miss Miami Beach gewann, modelte sie einige Jahre sehr erfolgreich. Schon bald darauf wurde Universal Pictures auf sie aufmerksam und sie gab kurz darauf ihr Filmdebüt. 1936 war sie bereits auf dem Höhepunkt ihrer Karriere. Sie spielte die Prinzessin Aura in dem Science-Fiction-Serial Flash Gordon. Danach folgten nur noch einige belanglose Filme. 1941 zog sie sich ins Privatleben zurück.
Im Zweiten Weltkrieg diente sie gemeinsam mit ihrem damaligen Ehemann, dem Schauspieler Alan Curtis, bei den Armed forces. Dort soll sie ihr rechtes Bein verloren haben. Andere Quellen behaupten, sie habe das Bein bei einem Autounfall verloren.
Priscilla Lawson starb im Alter von 44 Jahren an inneren Blutungen im Magen-Darmtrakt. Ihr Grab befindet sich im Oak Memorial Park in Los Angeles County, Kalifornien.

## Filmografie (Auswahl)
- 1936: General Sutter (Sutter’s Gold)
- 1936: Flash Gordon
- 1937: Assistenzarzt Dr. Kilder (Internes Can’t Take Money)
- 1937: Irren ist menschlich (Double Wedding)
- 1937: Der letzte Gangster (The Last Gangster)
- 1938: Der Testpilot (Test Pilot)
- 1938: Im goldenen Westen (The Girl of the Golden West)
- 1939: Die Frauen (The Women)
- 1941: Der letzte Bandit (Billy the Kid)